# Southfields (metrostation)
Southfields is een station van de metro van Londen aan de District Line. Het metrostation, dat in 1889 is geopend, ligt in de wijk Southfields.

## Geschiedenis
De London and South Western Railway (L&SWR) bouwde de zijlijn tussen East Putney en Wimbledon voor stoptreindiensten naar de dorpen op de zuidoever van de Theems. De District Railway bereikte in 1880 de noordoever van de Theems en met de Fulham Railway Bridge werd ze verbonden met de zijlijn naar Wimbledon. L&SWR verhuurde tijdsvakken op de spoorlijn aan de District Railway die vanaf de opening van de Fulham Railway Bridge op 3 juni 1889 ten zuiden van de Theems doorreed naar Wimbledon. De eigen stoptreinen van L&SWR begonnen op 1 juli 1889 met de diensten van en naar Clapham Junction via Point Pleasant Junction. In 1905 werd de lijn als laatste deel van de District Railway geëlektrificeerd en sinds 27 augustus 1905 rijdt de metro met elektrische tractie.
Op 4 mei 1941 beëindigde de Southern Railway, rechtsopvolger van L&SWR, de stoptreinen door Southfields. Hoewel er sindsdien sprake was van een zuiver metrobedrijf werd de lijn pas op 1 april 1994 eigendom van de Underground. Destijds lag er een plan voor de Chelsea and Hackney Line waarvan het zuidelijke deel zou worden gevormd door de lijn door Southfields. De plannen voor de Chelsea and Hackney Line zijn later vervangen door Crossrail 2 waarin Southfields niet meer voorkomt. In de 21e eeuw wordt het traject weer gebruikt door de South Western Railway voor omleidingen bij incidenten en overbrenging van leeg materieel. Daarnaast rijden dagelijks drie diensten in de vroege ochtend tussen Waterloo en Wimbledon over de lijn zonder onderweg te stoppen. Af en toe rijden ook werktreinen en losse locomotieven via Southfields.

## Ligging en inrichting
Het station bevindt zich op Wimbledon Park Road bij de kruising met Augustus Road en Replingham Road. Southfields en Wimbledon Park zijn in de jaren tachtig van de 19e eeuw ontworpen en gebouwd als elkaars spiegelbeeld. Sinds de opening in 1889 zijn bij beide stations verbouwingen verricht waarvan de meeste bij Southfields. De aanpassingen bij Southfields zijn vooral te danken aan het grote aantal reizigers tijdens het jaarlijkse tennistoernooi van de All England club. Allereerst werd de trap verbreed met een houten uitbouw aan de oostkant, wat nog te zien is doordat paal van het perrondak voor de trap in plaats van er naast staat. Voor de bezoekers aan de tenniswedstrijden werd een extra uitgang bovenaan de trap gebouwd in aansluiting op een loopbrug over het spoor richting Wimbledon Park Road. Na verloop van tijd werd deze uitgang gesloten en loopbrug gebruikt als opslagruimte, maar nadat Londen Transport het station had overgenomen werd deze uitgang heropend. De wachtkamer op het perron werd aan de zuidkant omgebouwd tot kiosk en de rest is in gebruik als personeelsruimte zodat er geen wachtkamer meer is.
Nadat Southfields in 1994 eigendom van de Underground was geworden werd boven het westelijke spoor een tijdelijk loket geplaatst op een zwaar stalen frame waarbij de borstwering van de brug werd verwijderd. Na de verbouwing van het stationsgebouw werd het loket verwijderd en de borstwering hersteld. De staalconstructie bleef nog tot 2013 staan en werd gebruikt om tijdelijke gebouwtjes te dragen tijdens werkzaamheden. Als voorbereiding op de Olympische Zomerspelen 2012 werd vanaf maart 2009 tot 2010 een grote verbouwing uitgevoerd. Hiermee was niet alleen het Olympisch tennistoernooi gediend maar alle tennistoernooien op de All England Club in Wimbledon. De winkels langs de straat aan de oostkant van de stationshal werden gesloopt en vervangen door een driehoekig bakstenen gebouw voor de kaartverkoop. Hierdoor kon het loket aan de westkant verwijderd worden en ontstond een grotere stationshal. Verder werden de standaard toegangspoortje geplaatst en kwam er een lift tussen de hal en het perron.
Elk jaar wordt het perron tijdens het tennistoernooi aangepast om een bepaald bedrijf aan te prijzen. American Express plaatste in 2005 televisies waar doorlopend uitingen van het bedrijf werden afgespeeld. Het jaar daarop werden het perron en de bankjes door American Express rood geschilderd om de aandacht te vestigen op een creditcard die een liefdadigheidsinstelling voor aids ondersteunt. In 2009 werd de HSBC bank aangeprezen op het perron en een jaar later volgde supermarkt Asda met aanprijzingen voor hun aardbeien. Na de Olympische Spelen nam FedEx het stokje over die het station tijdens het toernooi de uitstraling gaf van een tennisbaan met een grasgroen perron met belijning en paarse borden aan de buitenkant van de sporen.

## Tennis
De hoofdweg tussen het station en de tennisbanen van Wimbledon is geschikter voor een grote toeloop dan die vanaf Wimbledon Park. In de metro wordt Southfields dan ook afgeroepen als het station waar de reiziger moet uitstappen voor de "Wimbledon Lawn Tennis Club" in plaats van de echte naam van de club, de All England Lawn Tennis and Croquet Club (AELTC), aangezien het een gemakkelijke wandeling van 10 tot 15 minuten is. Wie niet wil lopen kan gebruik maken van de buslijnen 39 en 493, die ook een halte hebben bij de AELTC. Tijdens het tennistoernooi rijdt er ook een pendelbus tussen het station en het tennispark, Travelcards en buspassen zijn echter niet geldig voor de pendeldienst. Tijdens het tennistoernooi verdrievoudigt het aantal reizigers op het station.